# Centerfold (grup musical)
Centerfold fou un grup musical neerlandès femení de Pop que va estar en actiu a mitjans dels anys 1980. Format en un inici per Laura Fygi, Rowan Moore i Cecilia de la Rie, el trio es va donar a conèixer per tenir una imatge força sensual.

## Biografia
El grup es va donar a conèixer el 1984 al popular programa TopPop de la televisió neerlandesa, on van interpretar la cançó Bad boy nues. A més, com a promoció, també van fer una sessió de fotografies per a la versió neerlandesa de la revista Playboy.
El senzill Dictator va marcar l'avenç del grup en assolir la 6a posició del Dutch Top 40 i la posició 19 del Top 30 a Bèlgica. Altres països europeus també van mostrar-hi interès, i Centerfold va interpretar la cançó al programa de televisió alemany WWF Club. Van seguir més èxits, com Up and Coming i una portada del clàssic Radar Love de Golden Earring. Björn Ulvaeus i Benny Andersson integrants del grup ABBA van escriure la canço Bitch When I See Red per a elles. El 1987, van publicar el seu primer àlbum titulat Man's Ruin.
L'any 1988, Cecilia de la Rie va decidir abandonar el grup i va ser substituïda per Sandra Noach. Amb aquesta nova formació, van publicar un senzill l'abril de 1989, Play the Game. Poc després del llançament, Noach es va suïcidar, succés que va acabar definitivament amb el grup. Tot i que el segon àlbum, Whistling at the Wolves, ja estava gravat va ser cancel·lat per la discogràfica.

## Després de Centerfold
Després de Centerfold, Rowan Moore i Laura Fygi van fundar un nou grup anomenat The Backlot juntament amb Steve Watson. El 1989 Van publicar un àlbum anomenat The Backlot i els dos senzills Tower of Love (que va arribat a número 76 al Top 100 de singles holandesos) i The Goodbye. Cecilia de la Rie va crear un nou grup anomenat Red Cinder i va publicar un mini-àlbum el 1992. Ambdues bandes no van tenir gaire recorregut.
Red Bullet Records va llançar un CD recopilatori del grup el 1992. Laura Fygi es va convertir en una cantant de jazz molt aclamada, mentre que Rowan Moore va debutar com a moderadora de televisió de l'associació de radiodifusió holandesa VPRO.

## Discografia

### Àlbums
- 1987. Man's Ruin (# 67 als Països Baixos)[9]
- 1989. Whistling at the Wolves (cancel·lat)
- 1992. Best of Centerfold
- 1998. Man's Ruin (reedició, amb pistes extres)

### Singles
- 1984. Bad Boy (# 41 als Països Baixos)[10]
- 1984. Pump It Up (picture disc, edició limitada a 300 exemplars)[11]
- 1985. Rough
- 1985. Sexual Wonder Land (EP, llançament al Japó)
- 1986. Dictator (#19 a Bèlgica,[4] #6 al Top40[3] i #3 al Dance Charts dels Països Baixos)
- 1986. Up and Coming (#28 als Països Baixos i #30 a Bèlgica)[12]
- 1986. Radar Love (#11 a Bèlgica i #14 als Països Baixos[13]
- 1987. Bitch When I See Red
- 1987. SOS Mozambique (part de Dutch Artists Sing for Mozambique, #18 als Països Baixos)
- 1987. Intimate Climate (#36 als Països Baixos)[14]
- 1988. Money (#50 als Països Baixos)[15]
- 1989. Play the Game (#35 als Països Baixos)[16]